# ハインツ・ギュンタード
ハインツ・ギュンタード（Heinz Günthardt, 1959年2月8日 - ）は、スイス・チューリッヒ出身の元男子プロテニス選手。現役選手時代はダブルスの名手としてよく知られ、ATPツアーでシングルス5勝、ダブルス30勝を挙げた。自己最高ランキングはシングルス22位、ダブルス3位。ダブルスでは、ハンガリーのバラージュ・タロツィと組んで多くの好成績を出した。現役引退後、ギュンタードはシュテフィ・グラフのコーチとして有名になった。
前年にモニカ・セレシュ（当時ユーゴスラビア）に世界ランキング1位の座を奪われたシュテフィ・グラフの父親、ペーター・グラフからのオファーを受け、この年の初めからグラフのコーチに就任する。以降グラフは1999年に引退するまで、4大大会において12勝を挙げる。
ギュンタードは当時不調に陥っていたグラフに対し、「ストロークのバリエーションを増やすよりも、今ある物の質を高めるべきだ」という観点から、持ち味であったバックハンドのスライス（逆回転の球）をさらに強化することにした。この結果、グラフは以前は普通に使っていたバックハンドのトップスピンをごく限られた場面でしか打たなくなった。
グラフの引退後は、エレナ・ドキッチ（セルビア）、アナ・イバノビッチ（セルビア）のコーチを務めたこともある。